# Reichenbach (Auerbach)
Reichenbach ist ein Gemeindeteil der Stadt Auerbach in der Oberpfalz im bayerischen Landkreis Amberg-Sulzbach.

## Lage
Der Weiler liegt auf freier Flur, etwa zwei km nördlich der Stadt. Ca. 200 m nördlich führt die Bundesstraße 470 vorbei.

## Geschichte
Reichenbach lag im damaligen Veldensteiner Forst. Wann der Ort gegründet wurde, ist nicht bekannt, aber die Stromer hatten im 13. Jahrhundert vom Bistum Bamberg die Erlaubnis erhalten, in diesem Gebiet zu roden sowie Ortschaften und Mühlen anzulegen. Urkundlich wurde Reichenbach erstmals 1300 erwähnt; damals erklärte der Pfarrer Hermann von Hartenstein gegenüber dem Kloster Michelfeld, dass die Pfarrei Auerbach nach seinem Tode keinen Anspruch auf Pfarrrechte und den Zehnt in Reichenbach und den Mühlen und Hämmern habe, die am Speckbach bereits bestünden oder erst noch entstehen würden. Der Hof Nr. 1 von Reichenbach war dem Kloster Michelfeld abgabepflichtig. Das Anwesen Nr. 2 von Reichenbach war 1374 abgabenpflichtig zum Benefiziat der Frauenmesse der Pfarrkirche St. Johannes der Täufer von Auerbach. Das Anwesen Nr. 3 gehörte bereits vor 1425 zum Bürgerspital von Auerbach.
In der Türkensteuerliste von 1542 werden in Reichenbach „fünf Hofbesitzer“ und „ein Hirte“ genannt. Während des Dreißigjährigen Krieges rafften Pest und Typhus 1634 einen Teil der Bewohner hinweg und die Schweden brannten 1641 den Ort nieder, so dass das Dorf entvölkert war und die meisten Felder einige Jahrzehnte öd liegen blieben.
Reichenbach gehörte bis 1946 zur Gemeinde Steinamwasser und kam dann zur Gemeinde Degelsdorf. Durch die Gemeindegebietsreform wurde Degelsdorf mit dem Gemeindeteil Reichenbach zum 1. Mai 1978 in die Stadt Auerbach eingegliedert.

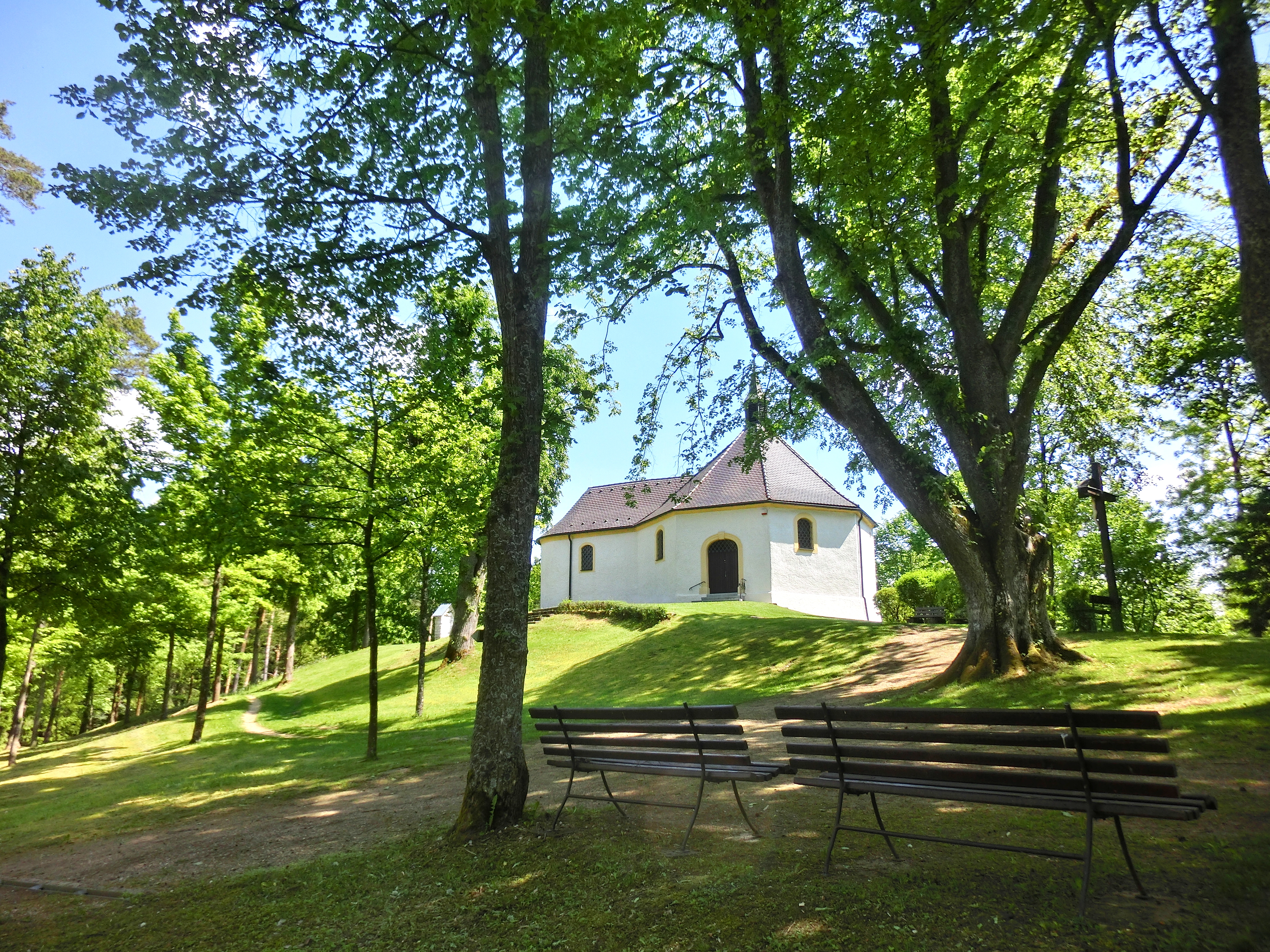
Ehemalige Wallfahrtskapelle auf dem Pinzigberg

## Sehenswürdigkeiten
Erwähnenswert ist die ehemalige Wallfahrtskapelle auf den Pinzigberg. Sie wurde 1818 erbaut und 1820 um einen Oktogonalbau mit Zeltdach und Dachreiter erweitert.
Nach dem Ende des Eisenerzbergwerks Leonie 1987 wurde das ehemalige Bergbaugebiet im Jahre 1996 als Naturschutzgebiet Grubenfelder Leonie ausgewiesen. Dort werden u. a. Heckrinder als Versuch der Rückzüchtung des  Auerochsen sowie seit 2006 Exmoor-Ponys gehalten.